# Amarag jezik
Amarag jezik (amurag, wureidbug; ISO 639-3: amg), jetik porodice Yiwaidja unutar koje čini posebnu istoimenu podskupinu Amarag. 
Ovaj jezik je pred izumiranjem ili je možda već izumro (Black 1983). Govorio se na Goulburn Islandu i Oenpelliju u Sjevernom teritoriju, Australija.

## Vanjske poveznice
- Ethnologue (14th)
- Ethnologue (15th)